# 伦蒂艾
伦蒂艾（義大利語：Lentiai），曾是意大利威尼托大区贝卢诺省的一个市镇。总面积37平方公里，人口3012人，人口密度81.4人/平方公里（2009年）。国家统计（ISTAT）代码为025028。
2019年1月30日伦蒂艾、梅尔和特里基亚纳三市镇合并为新的市镇瓦尔贝卢纳镇。